# Yamato-e

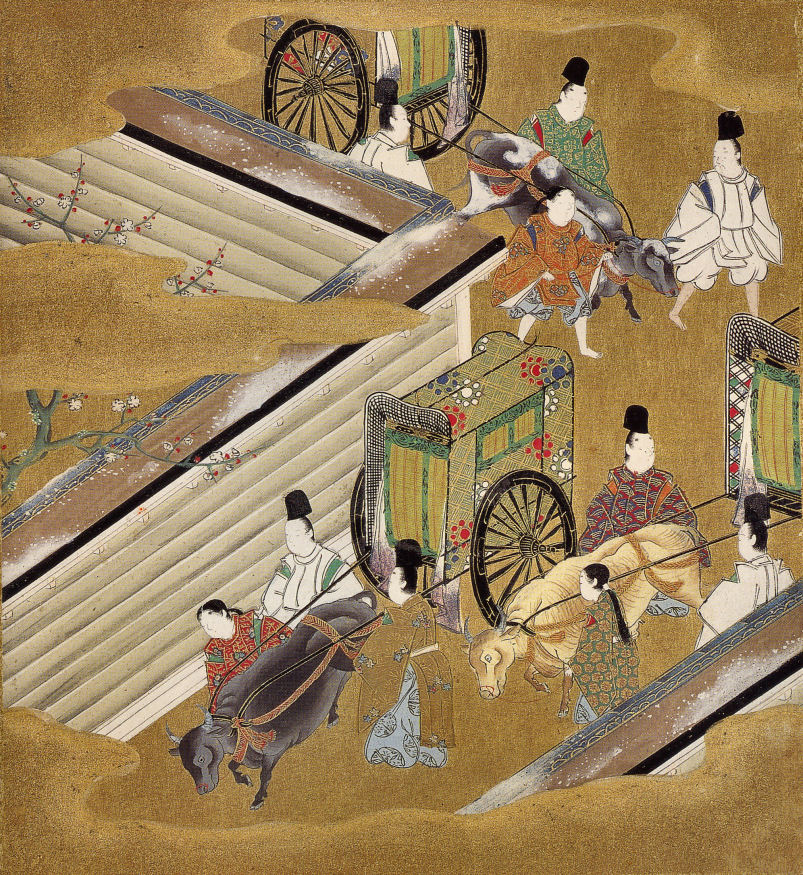
Fragment d'una pintura yamato-e

Yamato-e és el nom d'un estil de pintura japonès nascut al final del període Heian (segles xii i xiii) per inspiració de l'art xinès de la dinastia Tang. El terme significa "pintura japonesa" i s'oposa a l'estil anterior, marcat per la grandiloqüència cortesana i els models de figures xinesos. Per això l'ideal és la senzillesa dels petits detalls i la celebració de la vida quotidiana. Alguns dels autors més famosos són Kose Kanaoka, Tosa Mitsuoki i Tosa Mitsunobu. Posteriorment va inlfuir en les escoles de pintura Tosa i Rimpa.

## Temes
La pintura yamato-e té dos temes principals. El primer és la narració d'històries, sovint inspirades en els clàssics de la literatura nipona, com ara el Genji Monogatari. Diversos moments dels relats, que es llegeixen de dreta a esquerra, fan èmfasi en les escenes més conegudes de les històries conegudes pel gran públic.
El segon gran tema és la celebració de la bellesa de la natura, plasmada sobretot amb el pas de les quatre estacions de l'any, per analitzar els canvis que succeeixen en un mateix indret segons el temps. En aquestes pintures poden veure's també elements de la religió budista. L'ideal del camp, amb turons suaus i arbres que els coronen, són l'ambientació preferida.

## Estil
La principal particularitat d'aquest estil és que les escenes destacades apareixen enmig d'un fons indefinit, tapat per un núvol o tapís. Aquest fons està sense pintar o té colors marronosos, daurats i suaus, mentre que els dibuixos que se'n destaquen presenten colors vius i definits. Presenten gran detallisme, amb personatges immersos en escenes quotidianes i una visió realista. Sovint la perspectiva adopta un angle oblic. Al costat d'elements naturals, el paisatge s'ambienta en edificis, dels quals s'albira l'interior a través del sostre. El dibuix es fa amb tinta i aquarel·la. Les figures humanes estan fortament estilitzades i els trets facials s'han simplificat per transmetre pau i minimitzar les emocions, fins i tot en quadres que representen episodis dramàtics. Els objectes més propers a l'espectador apareixen en la part inferior del quadre i els més allunyats a dalt.
El suport principal és el pergamí, ja que les pintures yamato-e estan pensats per col·locar-se a sobre de murs, envans i similars com a decoració i per distreure els ocupants de la cambra. Alguns pergamins eren d'ús manual, per contemplar una història gràfica individualment. En aquests casos s'acompanyaven de textos, dels quals il·lustraven les escenes més representatives, ja fossin relats o poemes (sovint del gènere waka). La cal·ligrafia era part de l'art fonamental d'aquesta pintura. Justament aquests suports expliquen que gran part de la pintura yamato-e s'hagi perdut, ja que en canviar la decoració dels murs o desaparèixer els envans (fets de paper i fusta), els quadres es perdien i eren substituïts per uns altres.